# Финкель, Евгений Серафимович
Евгений Серафимович Финкель (ивр. יבגני פינקל‎; род. 12 августа 1963, Москва) — израильский журналист, главный редактор Newsru.co.il (2005—н. в.).

## Биография
Родился 12 августа 1963 года в Москве. Обучался в школе в Капотне.
Окончил факультет автоматики и вычислительной техники Московского института нефтехимической и газовой промышленности (сейчас Российский государственный университет нефти и газа). Занимался прикладной математикой.
После ареста его научного руководителя стал работать в школе № 96 учителем физики, потом в частной школе № 1301. Позднее занимался книжным бизнесом.
В 1996 году переехал в Израиль, в Иерусалим, где работал в компьютерном магазине, а потом техническим писателем в компании, занимавшейся онлайн-банкингом. Работал редактором в издании MIGnews.
С 2004 года проживает в Холоне. С 2005 года является главным редактором Newsru.co.il.
Публиковался в журналах «Отечественные записки» и «Иерусалимский журнал».